# Focke-Wulf Ta 183
Il Focke-Wulf Ta 183 Huckebein era un caccia monomotore a getto ad ala a freccia sviluppato dall'azienda tedesca Focke-Wulf Flugzeugbau AG negli anni quaranta e rimasto allo stadio progettuale.
Destinato a sostituire i Messerschmitt Me 262 in servizio nella Luftwaffe, a causa del termine della seconda guerra mondiale il suo sviluppo venne interrotto senza che ne fosse stato costruito nemmeno un prototipo. Le conoscenze acquisite vennero tuttavia riutilizzate dal suo progettista, Kurt Tank, nel periodo postbellico concretizzandosi nella realizzazione dell'argentino FMA I.Ae. 33 Pulqui II.

## Storia del progetto
All'inizio del 1944 i vertici del Reichsluftfahrtministerium (RLM), venuti a conoscenza dello sviluppo di aerei a getto da parte degli Alleati, si trovarono a dover affrontare la possibilità che la Royal Air Force introducesse in servizio il Gloster Meteor e che venisse utilizzato nel teatro bellico dei cieli tedeschi. Come misura preventiva venne avviato un programma, identificato come Jagdflugzeug-Projekt (progetto caccia), che imponeva l'arresto della produzione di bombardieri ed aerei multiruolo in favore di modelli in grado di mantenere la superiorità aerea, in particolare aerei da caccia. Vennero inoltre esortate le aziende nazionali ad avviare velocemente lo sviluppo dei progetti sperimentali che avrebbero garantito modelli dalle prestazioni superiori ai loro pari ruolo alleati, progetti che erano destinati a sostituire i primi caccia dotati di motore a getto entrati in servizio nella Luftwaffe, il Messerschmitt Me 262 e l'Heinkel He 162.
Il programma diede origine ad una serie di progetti tecnologicamente avanzati, alcuni dotati di ali a freccia per migliorare le prestazioni in regime supersonico ed altri che, al fine di aumentare la velocità massima, vennero privati dell'impennaggio per ridurre la superficie frontale. Era comunque noto agli ingegneri aeronautici tedeschi che i "senza coda" avrebbero incontrato seri problemi di stabilità in regime transonico, così vennero studiati diversi metodi di stabilizzazione del volo come i freni aerodinamici nella struttura alare o, più semplicemente, l'aggiunta di convenzionali superfici di controllo in coda. Il gruppo di progettisti che faceva capo a Kurt Tank e diretto da Hans Multhopp disegnò nel 1944 un caccia ironicamente battezzato "Huckebein" (dal nome di un personaggio dei cartoni animati, un corvo che era normalmente causa di problemi), ed identificato dalla Focke-Wulf come Project V (o Project VI secondo altre fonti) o Design II. Il velivolo, che in un primo momento era stato scartato in favore del Junkers EF 126, fu dichiarato vincitore del Jägernotprogramm ("programma per caccia d'emergenza") nel febbraio del 1945, con l'idea di renderlo operativo entro l'ottobre dello stesso anno. L'offensiva delle forze armate britanniche portò, l'8 aprile del 1945, all'invasione della fabbrica della Focke-Wulf con la conseguente fine del programma prima del completamento del prototipo.
Il progetto del Ta 183 affonda le radici alla fine del 1942, quando la Focke-Wulf studiò la possibilità di rimpiazzare l'ingombrante motore radiale a doppia stella BMW 801 dell'Fw 190 con un motore turbogetto centrifugo di propria concezione. Ben presto questa opzione venne scartata quando fu chiaro che nessuno degli aerei fino ad allora progettati aveva il potenziale per raggiungere velocità transoniche. Il team di progettisti capitanato da Hans Multhopp si mise quindi a lavorare su nuove configurazioni radicalmente differenti che culminarono, nel 1945, con la proposta del Project V in seguito rinominato Ta 183.

### Periodo postbellico

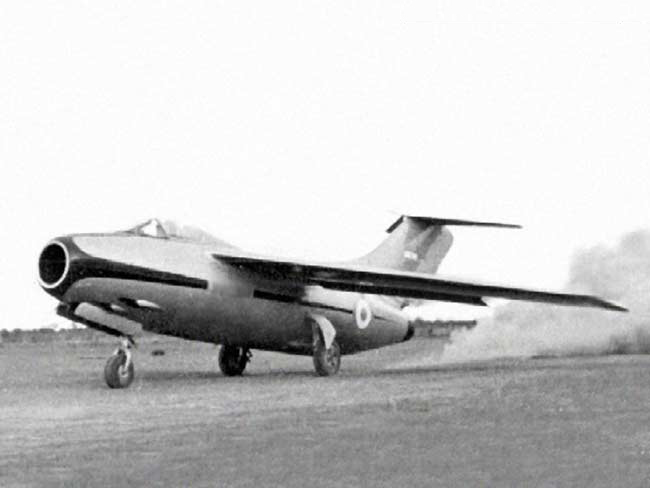
Un Pulqui II al decollo

Le forze armate sovietiche, durante l'occupazione di Berlino, entrarono in possesso dei progetti del Ta 183 custoditi al RLM. È probabile che il team di progettazione del MiG-15 (spinto da una copia russa del Rolls-Royce Nene) possa aver preso spunto dai disegni tedeschi per il loro velivolo. Una somiglianza con il Ta 183 può anche essere riscontrata nel caccia svedese Saab 29 Tunnan, spinto a sua volta da un de Havilland Ghost prodotto su licenza.
Di sicuro, diretto discendente del Ta 183 fu l'IAe Pulqui II, un caccia sviluppato da Kurt Tank durante il suo esilio in Argentina. In questa versione l'ala era montata più in alto sulla fusoliera in modo da evitare l'interferenza dei longheroni alari con il motore. Ciò però comportò problemi nello stallo ad elevati angoli di attacco dovuti alla perdita dell'efficacia del controllo del piano orizzontale di coda una volta che veniva investito dalla scia dell'ala stallata. La crisi economica del 1953 e la caduta di Juan Peron fermarono temporaneamente lo sviluppo del Pulqui. Nel 1955 il progetto venne definitivamente abbandonato in favore di uno stock a buon mercato di North American F-86 Sabre non più necessari alle forze statunitensi dopo il termine della guerra di Corea.

## Tecnica

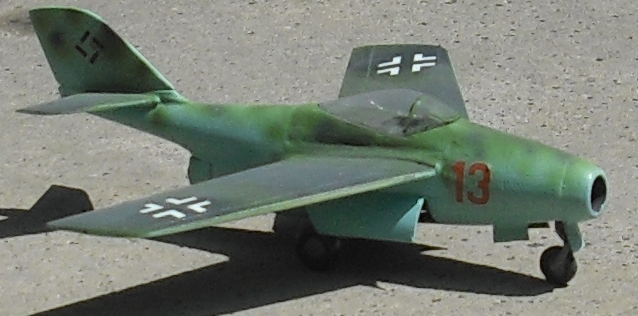
Un modello che prefigura l'aspetto conclusivo del Ta 183 Design III

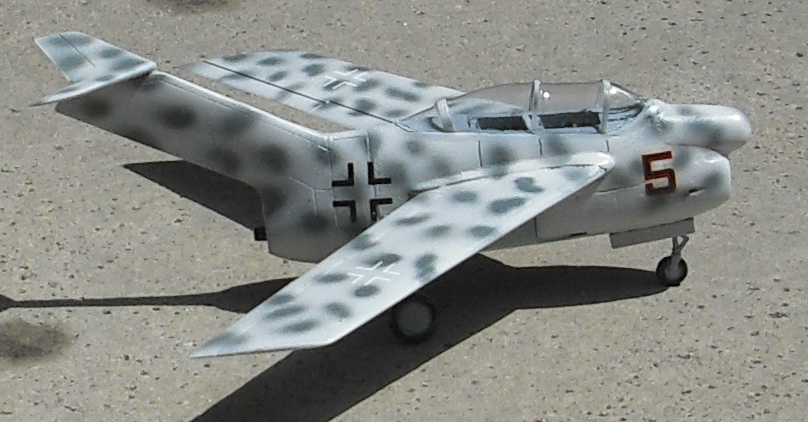
Modello in scala del Ta 183 B

La prima versione del Ta 183 presentata al RLM nel dicembre del 1944, anche nota come Design II, aveva una inedita coda a "T" con la deriva inclinata all'indietro di 60°, che supportava alla sua estremità il piano orizzontale di coda. La fusoliera tozza inglobava nella parte inferiore il nuovo turbogetto Heinkel HeS 011.
Nella versione successiva denominata Design III, venne adottata una coda convenzionale e fu prevista la possibilità di installare sui primi prototipi il meno performante turbogetto Junkers Jumo 004B a causa del ritardo nella produzione dell'HeS 011. Le ali avevano un angolo di freccia pari a 40° montate medie sulla fusoliera. A causa della scarsità di materiali strategici quali l'alluminio, si dovette ripiegare sull'uso del legno per le centine e parte dei longheroni, a loro volta ricoperti da compensato a definire il profilo alare. Nelle ali erano ricavati sei serbatoi per una capacità totale di 1 565 L di combustibile. Uno dei principali requisiti del programma per il caccia di emergenza era la rapidità di costruzione del velivolo che per questo aeroplano era stimata in appena 2 500 h/uomo contro le circa 10 000 necessarie alla costruzione di un Me 262.
L'abitacolo era pressurizzato e dotato di un tettuccio a goccia che assicurava al pilota un'ottima visibilità. L'armamento consisteva in quattro cannoncini automatici MK 108 calibro 30 mm installati nella parte anteriore della fusoliera, sopra la presa d'aria del motore.